# New Zealand ved vinter-OL 2018
New Zealand deltager i vinter-OL 2018 i Pyeongchang, Sydkorea i perioden 9. – 25. februar 2018.

## Deltagere
Følgende atleter vil deltage i nedennævnte sportsgrene: 
| Sportsgren           | Herrer | Damer | Total |
| -------------------- | ------ | ----- | ----- |
| Alpint skiløb        | 2      | 1     | 3     |
| Freestyle skiløb     | 7      | 2     | 9     |
| Hurtigløb på skøjter | 3      | 0     | 3     |
| Skeleton             | 1      | 0     | 1     |
| Snowboard            | 4      | 1     | 5     |
| Total                | 17     | 4     | 21    |

## Medaljer
| 2018 Pyeongchang | Guld | Sølv | Bronze | Total |
| New Zealand      | 0    | 0    | 2      | 2     |

### Medaljevindere
| Medalje | Navn                 | Sport            | Event              | Dato        |
| ------- | -------------------- | ---------------- | ------------------ | ----------- |
| Bronze  | Zoi Sadowski-Synnott | Snowboard        | Kvindernes big air | 22. februar |
| Bronze  | Nico Porteous        | Freestyle skiløb | Mændenes halfpipe  | 22. februar |